# Premios Tu Mundo
I Premios Tu Mundo sono un premio annuale organizzato dall'emittente televisiva statunitense di lingua spagnola Telemundo. I premi vengono conferiti ai media ispanici e latino-americani principalmente nel campo della televisione, ma anche in quelli della musica, del cinema, della moda e dello sport. Il premio è stato istituito nel 2012.